# Colonna di Leone

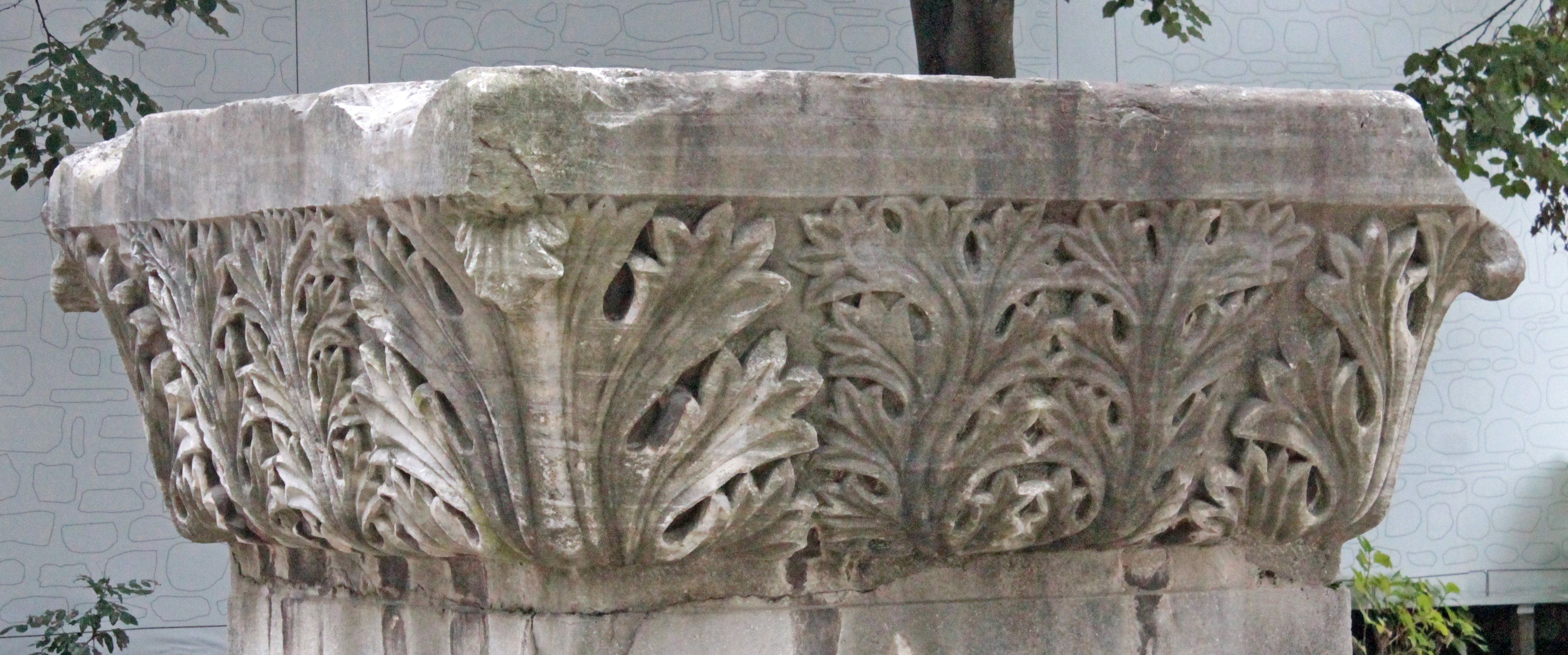
Imposta di dimensioni colossali, probabilmente appartenente alla colonna di Leone e conservata nel secondo cortile del palazzo del Topkapı

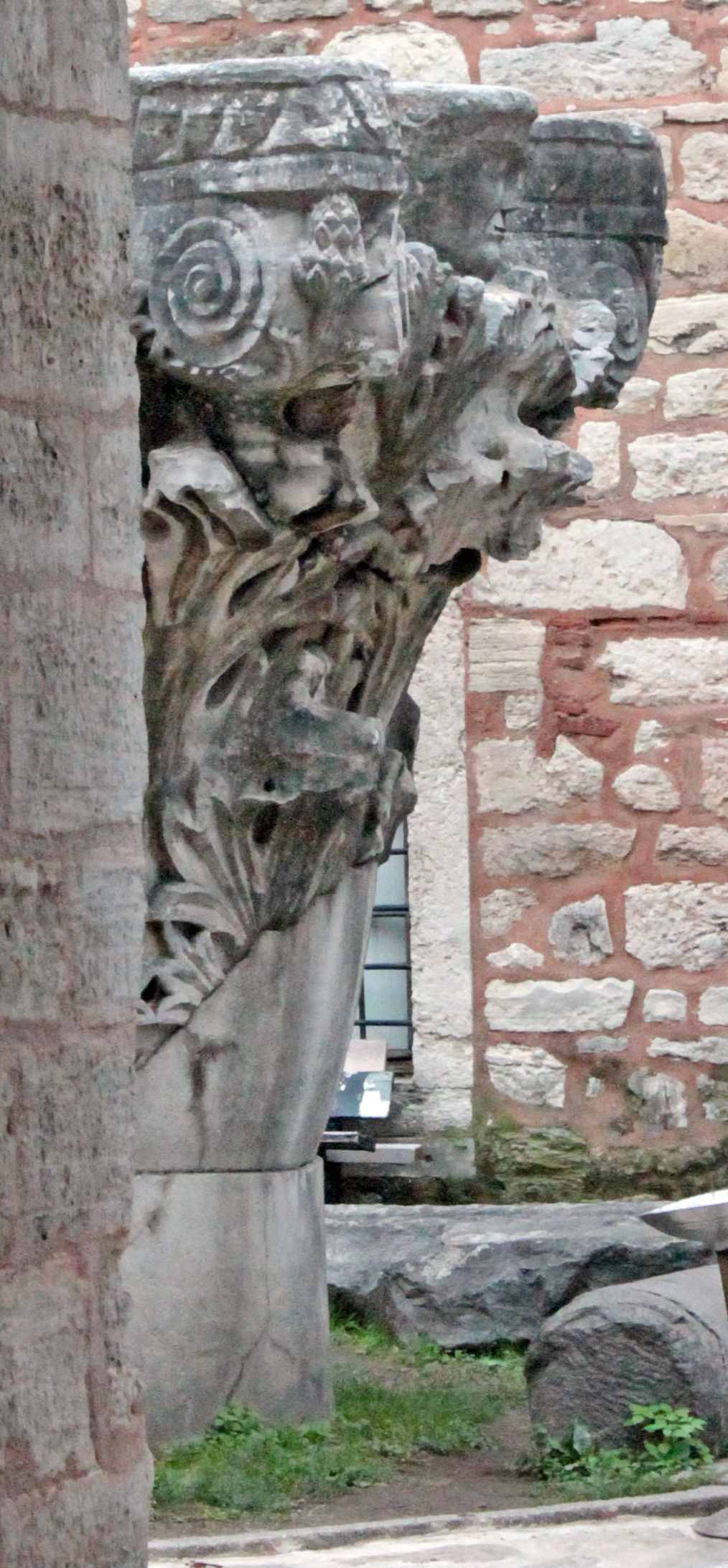
Capitello corinzio bizantino di dimensioni colossali, probabilmente appartenente alla colonna di Leone e conservato nel secondo cortile del palazzo del Topkapı

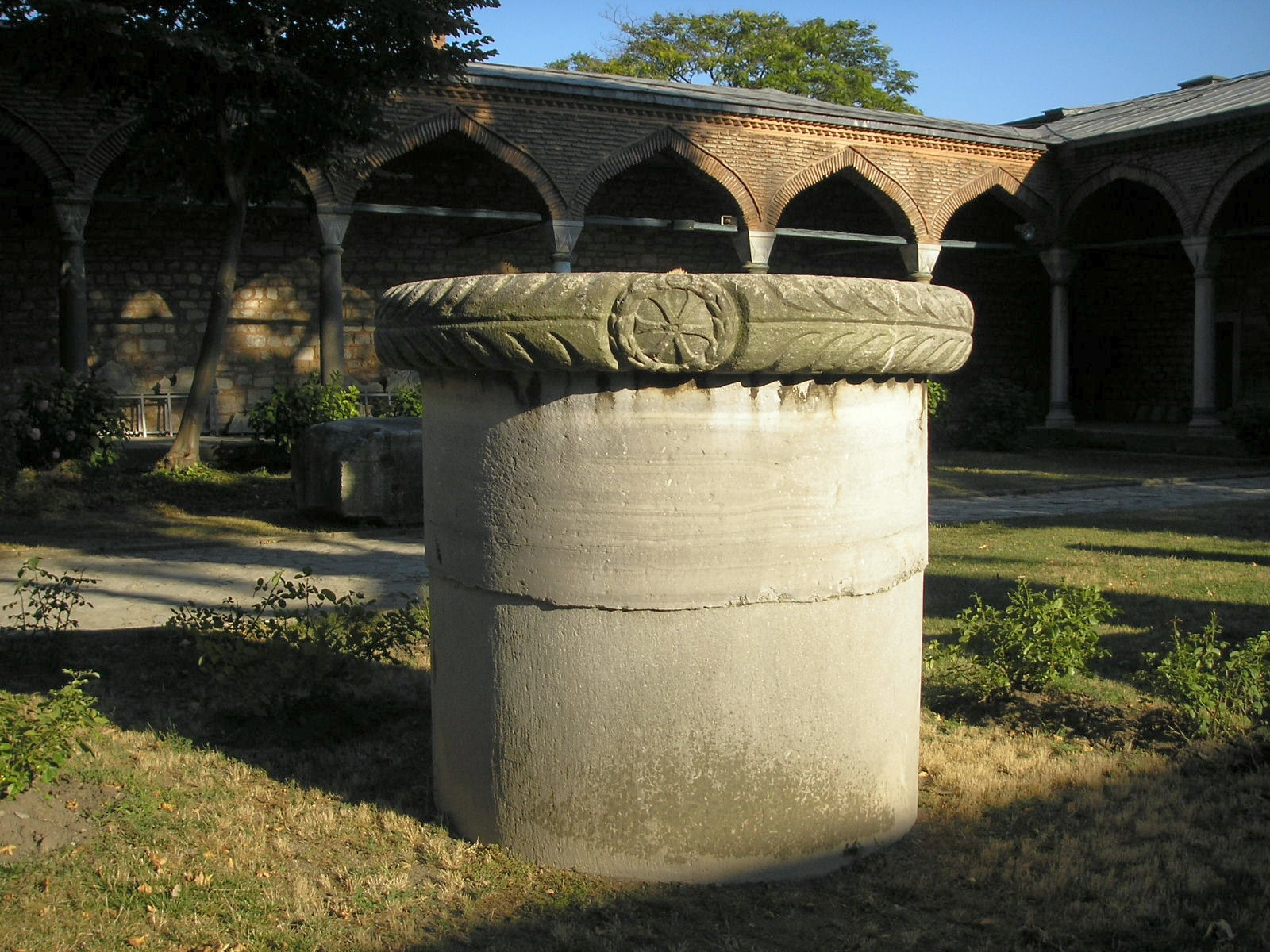
Rocchio di colonna con decorazione a ghirlande vegetali, probabilmente appartenente alla colonna di Leone e conservato nel secondo cortile del palazzo del Topkapı

La colonna di Leone era una colonna monumentale, oggi scomparsa, eretta nel 471 dall'imperatore Leone I il Trace (457-474) a Costantinopoli. 
L'esistenza di un foro, con una colonna monumentale, costruito da questo imperatore a Costantinopoli è ricordata senza molti dettagli nelle fonti scritte, e la sua posizione nella città è stata dunque oggetto di discussione tra gli studiosi. In particolare, una traduzione latina quattrocentesca del Synkrisis (Confronto tra l'antica e la nuova Roma) di Emanuele Crisolora riferisce che la Colonna si trovava sull'acropoli di Bisanzio, a destra della chiesa di Sant'Irene, dove oggi si trova il palazzo di Topkapı. Più precisamente la collocazione del foro di Leone è stata ipotizzata nel secondo cortile del palazzo ottomano, dove si conservano oggi un grande capitello corinzio, la sua imposta e un rocchio di fusto di colonna decorato con una ghirlanda di foglie, che sono stati attribuiti alla colonna di Leone.
Nell'area del secondo cortile del Topkapı Sarayı è stata scavata nel 1937 una basilica a una sola navata, preceduta da un'area scoperta fiancheggiata da strutture porticate: secondo una ipotesi quest'area porticata con chiesa al centro avrebbe costituito il foro di Leone, dove sorgeva la sua colonna. A questa chiesa appartiene un capitello corinzio di pilastro, intagliato insieme a un'imposta liscia e attualmente conservato nel lapidario dei giardini della Santa Sofia.
La statua che sormontava la colonna è stata ipoteticamente identificata da alcuni studiosi con il colosso di Barletta, che altri attribuiscono invece all'imperatore Marciano o, più probabilmente a altri imperatori della prima metà del V secolo.